# Taipiplaya
Taipiplaya, también escrito como Taypiplaya es una localidad Boliviana ubicado en la región de los Yungas. Administrativamente se encuentra en el municipio de  Caranavi de la provincia de Caranavi en el departamento de La Paz.
La localidad se encuentra a una altitud de 808 metros sobrel el nivel del mar, sobre el río Taipiplaya, que desemboca aguas abajo en el río Caranavi, uno de los afluentes del río Beni.
A casi 20 kilómetros río arriba de Taipiplaya se encuentra una cascada llamada Rincón del Tigre.

## Geografía
Taipiplaya está ubicada en el borde oriental de la Cordillera Real en los Yungas bolivianos, una región de transición entre las tierras altas de los Andes y las tierras bajas tropicales. Se extiende en un pequeño valle al este de Caranavi, rodeado por serranías que alcanzan los 2.500 m s. n. m.. El clima es un típico clima diurno, en el que las fluctuaciones de temperatura media son más pronunciadas durante el día que durante el año.
La temperatura media anual en la localidad es de 22 °C, los valores medios mensuales fluctúan entre 19 °C en junio/julio y 23 °C de octubre a marzo. Las temperaturas máximas medias diarias oscilan entre los 26 °C y 30 °C durante todo el año. Las temperaturas mínimas nocturnas son de 11 a 12 °C en junio/julio y 18 °C en diciembre y enero en promedio a largo plazo. La precipitación media anual es de 1300 mm, con una estación seca corta con valores mensuales alrededor de 20 mm en junio/julio y máximos mensuales de alrededor de 200 mm de diciembre a febrero.

## Transporte
Taipiplaya se ubica a una distancia de 161 kilómetros por carretera al noreste de La Paz, la sede de gobierno de Bolivia.
Desde La Paz, la carretera nacional asfaltada Ruta 3 pasa por Cotapata pasando por Coroico por Santa Bárbara, Challa, Choro y San Pedro hasta Chojña, y de allí por Caranavi hasta Trinidad, cerca al río Mamoré. Nueve kilómetros más allá de Chojña, se gira a la derecha a un camino rural sin pavimentar, que serpentea sobre las estribaciones subandinas al este del río Coroico y después de otros 14 km llega a Taipiplaya.

## Demografía
La población de la localidad casi se ha triplicado en las últimas dos décadas:
| Año  | Habitantes | Fuente |
| ---- | ---------- | ------ |
| 1992 | 645        | Censo  |
| 2001 | 868        | Censo  |
| 2012 | 1.783      | Censo  |